# Brighton & Hove Albion F.C.
Brighton & Hove Albion Football Club – angielski klub piłkarski z nadmorskiego miasta Brighton, grający obecnie w Premier League.
Przydomki tego klubu to The Seagulls oraz The Albion. Pierwszy komplet strojów zespołu jest w biało niebieskie pasy. W latach siedemdziesiątych (gdy menadżerem był Freddie Goodwin) na krótko grali w białych strojach. Za największego rywala zespołu uważany jest Crystal Palace z siedzibą w południowym Londynie.
Założony w 1901 roku Brighton początkowo grało w angielskiej Southern League. W roku 1920 klub dołączył do Football League. Najlepsze momenty w historii klubu to okres od 1979 do 1983 roku, kiedy Brighton grało w First Division. W roku 1983 zespół osiągnął finał rozgrywek FA Cup, przegrywając po powtórzonym meczu z Manchesterem United. W tym samym sezonie spadli z pierwszej klasy rozgrywkowej. Przez niegospodarne zarządzanie klubem, Brighton było bliskie degradacji z Football League w latach 1997 i 1998. Od 2002 roku zespół nie grał poniżej trzeciej klasy rozgrywkowej.

## Historia

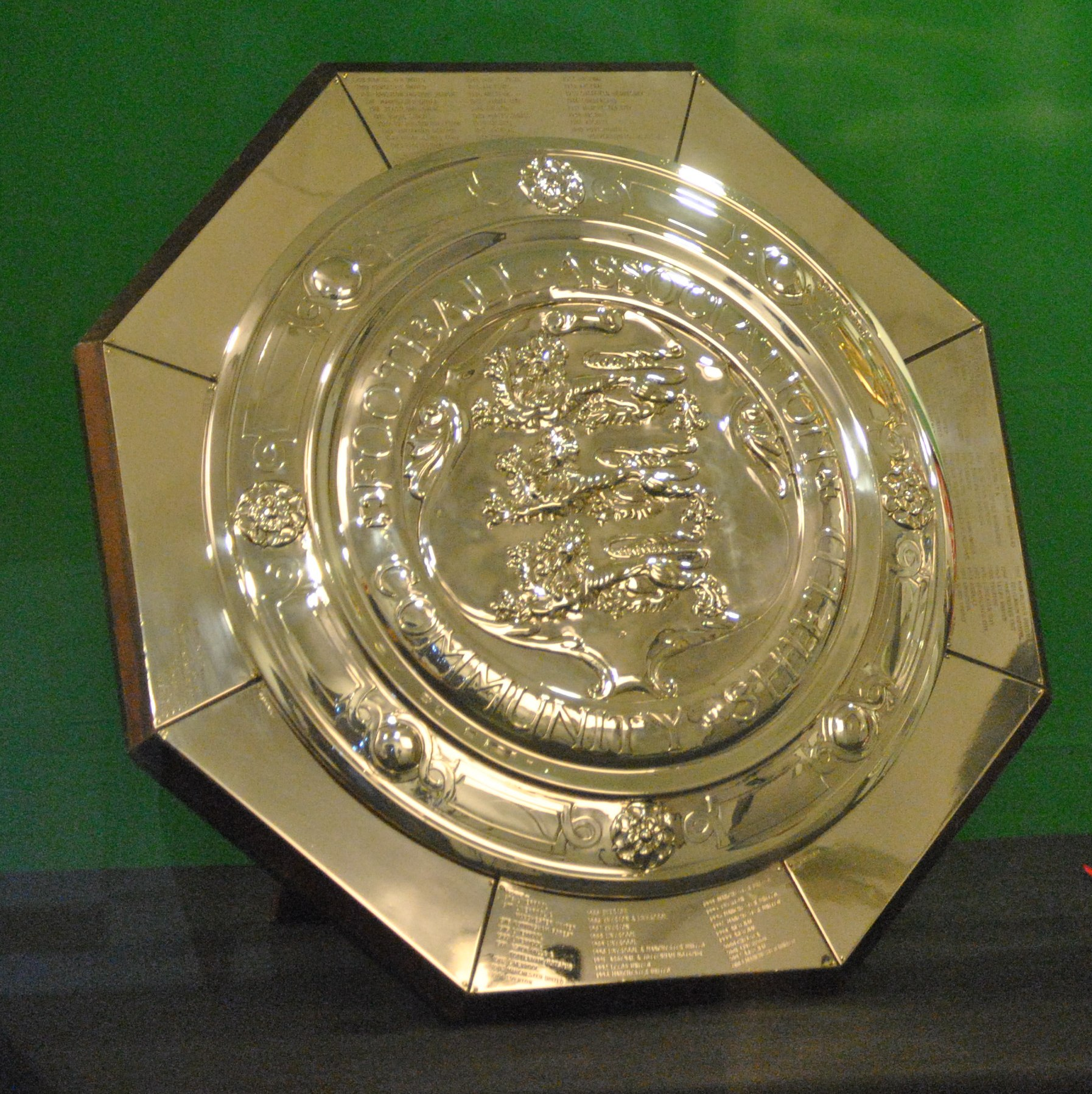
Tarcza Dobroczynności, jedyne trofeum krajowe wygrane przez Brighton & Hove Albion F.C.

Założony 21 sierpnia 1901 roku Brighton & Hove Albion F.C. przez pierwsze 19 lat istnienia grało w Southern League. W 1910 roku klub zdobył jedyne jak dotąd krajowe trofeum, Tarczę Dobroczynności FA, pokonując zespół Aston Villa (ówczesnego mistrza Anglii). W 1920 roku Brighton zostało wybrane do Third Division (nowo utworzonej, trzeciej klasy rozgrywkowej Football League).
W sezonie 1978/79 Brighton pierwszy raz w historii awansowało do First Division. Trenerem klubu był wtedy Alan Mullery, były reprezentant Anglii w piłce nożnej. Cztery lata później Brighton spadło do Second Division.
W roku 1983 Brighton zagrało w swoim jedynym jak do tej pory finale FA Cup, gdzie zremisowało z Manchesterem United 2-2. Bramki dla Brighton zdobyli Gordon Smith i Gary Stevens. W powtórzonym meczu Manchester United zwyciężył 4:0.
Kłopoty finansowe klubu i związana z nimi sprzedaż stadionu Goldstone Ground sprawiły, że lata dziewięćdziesiąte były dla Brighton ciężkie do przetrwania. Z kłopotami finansowymi wiązały się także problemy sportowe. Zespół niemalże cudem uniknął degradacji z Football League w 1997 roku, remisując w ostatnich minutach meczu z Hereford United, bezpośrednim rywalem w walce o utrzymanie.
W latach 2000–2002 Brighton awansowało o dwie klasy rozgrywkowe, wygrywając odpowiednio Third Division oraz Second Division i znalazło się na zapleczu Premier League.
W kwietniu 2017 roku zapewniło sobie awans do najwyższej klasy rozgrywkowej, w której zagrają po raz pierwszy od 1983 roku.

## Stadiony
Przez wiele lat drużyna Brighton & Hove Albion F.C. rozgrywała swoje mecze na stadionie Goldstone Ground, aż do momentu kiedy z powodu długów dyrekcja klubu zdecydowała się sprzedać obiekt. Decyzja ta wywołała protesty kibiców. Ostatni mecz na stadionie Goldstone Ground Brighton rozegrało w sezonie 1996/97 wygrywając z Doncaster Rovers.
W latach 1997–1999 Brighton dzieliło stadion z Gillingham w oddalonym o 70 kilometrów od Brighton mieście z hrabstwa Kent. Po tym okresie drużyna wróciła do swojego miasta, aby rozgrywać swoje mecze na obiekcie lekkoatletycznym Withdean Stadium. Mewy rozgrywały tam swoje mecze do 2011 roku.
W grudniu 2008 roku rozpoczęła się budowa Falmer Stadium. Koszty budowy wyniosły 93 miliony funtów. Stadion został oddany do użytku 31 maja 2011 roku. Początkowo pojemność stadionu wynosiła 22 374 miejsca. Po kilku modyfikacjach pojemność obiektu została powiększona do 30 750. W sezonie 2012/13 średnia widzów na mecz wynosiła 25 705.

## Obecny skład
Stan na 3 lutego 2025
| Nr | Poz. | Piłkarz              |
| -- | ---- | -------------------- |
| 1  | BR   | Bart Verbruggen      |
| 2  | OB   | Tariq Lamptey        |
| 3  | OB   | Igor Julio           |
| 4  | OB   | Adam Webster         |
| 5  | OB   | Lewis Dunk (kapitan) |
| 6  | PO   | James Milner         |
| 7  | PO   | Solly March          |
| 8  | PO   | Brajan Gruda         |
| 9  | NA   | João Pedro           |
| 10 | NA   | Julio Enciso         |
| 11 | PO   | Simon Adingra        |
| 14 | NA   | Georginio Rutter     |
| 17 | PO   | Yankuba Minteh       |
| 18 | NA   | Danny Welbeck        |
| 20 | PO   | Carlos Baleba        |

| Nr | Poz. | Piłkarz            |
| -- | ---- | ------------------ |
| 22 | PO   | Kaoru Mitoma       |
| 23 | BR   | Jason Steele       |
| 24 | OB   | Ferdi Kadıoğlu     |
| 25 | PO   | Diego Gómez        |
| 26 | PO   | Yasin Ayari        |
| 27 | PO   | Mats Wieffer       |
| 28 | NA   | Evan Ferguson      |
| 29 | OB   | Jan Paul van Hecke |
| 30 | OB   | Pervis Estupiñán   |
| 33 | PO   | Matt O'Riley       |
| 34 | OB   | Joël Veltman       |
| 39 | BR   | Carl Rushworth     |
| 41 | PO   | Jack Hinshelwood   |
|    | OB   | Eiran Cashin       |

### Piłkarze na wypożyczeniu
| Nr | Poz. | Piłkarz                                                            |
| -- | ---- | ------------------------------------------------------------------ |
|    | BR   | Tom McGill (w M.K. Dons do 30 czerwca 2025)                        |
|    | BR   | Kjell Scherpen (w Sturm Graz do 30 czerwca 2025)                   |
|    | OB   | Valentin Barco (w RC Strasbourg do 30 czerwca 2025)                |
|    | PO   | Facundo Buonanotte (w Leicester City do 30 czerwca 2025)           |
|    | PO   | Jeremy Sarmiento (w Burnley do 30 czerwca 2025)                    |
|    | PO   | Amario Cozier-Duberry (w Blackburn Rovers F.C. do 30 czerwca 2025) |

| Nr | Poz. | Piłkarz                                                |
| -- | ---- | ------------------------------------------------------ |
|    | PO   | Ibrahim Osman (w Feyenoord do 30 czerwca 2025)         |
|    | PO   | Andrew Moran (w Stoke City F.C. do 30 czerwca 2025)    |
|    | PO   | Malick Yalcouyé (w Sturm Graz do 30 czerwca 2025)      |
|    | PO   | Abdallah Sima (w Stade Brestois 29 do 30 czerwca 2025) |
|    | NA   | Stefanos Tzimas (w 1. FC Nürnberg do 30 czerwca 2025)  |
|    | NA   | Julio Enciso (w Ipswich Town F.C. do 30 czerwca 2025)  |

## Menadżerowie
- John Jackson 1901–1905
- Frank Scott-Walford 1905–1908
- Jack Robson 1908–1914
- Charlie Webb 1919–1947
- Tommy Cook 1947
- Don Welsh 1947–1951
- Billy Lane 1951–1961
- George Curtis 1961–1963
- Archie Macaulay 1963–1968
- Freddie Goodwin 1968–1970
- Pat Saward 1970–1973
- Brian Clough 1973–1973
- Peter T. Taylor 1974–1976
- Alan Mullery 1976–1981
- Mike Bailey 1981–1982
- Jimmy Melia 1982–1983
- Chris Cattlin 1983–1986
- Alan Mullery 1986–1987
- Barry Lloyd 1987–1993
- Liam Brady 1993–1995
- Jimmy Case 1995–1996
- Steve Gritt 1996–1998
- Brian Horton 1998–1999
- Jeff Wood 1999
- Micky Adams 1999–2001
- Peter J. Taylor 2001–2002
- Martin Hinshelwood 2002
- Steve Coppell 2002–2003
- Mark McGhee 2003–2006
- Dean Wilkins 2006–2008
- Micky Adams 2008–2009
- Russell Slade 2009
- Gus Poyet 2009–2013
- Óscar García 2013–2014
- Sami Hyypiä 2014
- Chris Hughton 2014–2019
- Graham Potter 2019–2022
- Roberto De Zerbi[2] 2022–2024
- Fabian Hürzeler 2024–

## Europejskie puchary
Legenda do wszystkich tabel:
- Q – runda eliminacyjna, 1/16, 1/8, 1/4, 1/2 – odpowiednia faza rozgrywek, Grupa – runda grupowa, 1r gr – pierwsza runda grupowa, 2r gr – druga runda grupowa, F – finał, R – runda, PO – play-off
- k. – rzuty karne, los. – losowanie, Dogr. – dogrywka, w. – zasada bramek strzelonych na wyjeździe

| Sezon   | Rozgrywki   | Runda   | Klub               | Dom | Wyjazd | Ogólnie    |
| ------- | ----------- | ------- | ------------------ | --- | ------ | ---------- |
| 2023/24 | Liga Europy | Grupa B | AFC Ajax           | 2–0 | 2–0    | 1. miejsce |
| 2023/24 | Liga Europy | Grupa B | Olympique Marsylia | 1–0 | 2–2    | 1. miejsce |
| 2023/24 | Liga Europy | Grupa B | AEK Ateny          | 2–3 | 1–0    | 1. miejsce |
| 2023/24 | Liga Europy | 1/8     | AS Roma            | 1–0 | 0–4    | 1–4        |